# Szugijama Makoto
Szugijama Makoto (Sizuoka, 1960. május 17. –) japán válogatott labdarúgó.

## Nemzeti válogatott
A japán U20-as válogatott tagjaként részt vett az 1979-es ifjúsági labdarúgó-világbajnokságon.